# Les Sables mouvants
Ne pas confondre avec Sables mouvants, film américain de 1950.
Pour plus de détails, voir Fiche technique et Distribution.
Les Sables mouvants est un film franco-germano-britannique réalisé par Paul Carpita et sorti en 1996.

## Synopsis
Manuel, un jeune Espagnol fuyant le régime franquiste à la fin des années 1950, se réfugie en Camargue. Il est recruté par Roger, exploiteur de main-d’œuvre clandestine à la solde de Mercier, un promoteur cynique. D'abord employé comme homme à tout faire, il devient rapidement l’homme de confiance de Roger grâce à sa dextérité. Mais il se fait aussi le défenseur de collègues immigrés moins favorisés, ce qui va l'opposer à Roger alors qu'il va trouver une alliée en Mado, une jeune orpheline dont il s’est épris…  

## Fiche technique
- Titre original : Les Sables mouvants
- Titre allemand : Treibsand
- Titre britannique : Quicksand
- Réalisation : Paul Carpita
- Scénario : Paul Carpita, Bernard Stora
- Assistants-réalisation : Thierry Bellaiche, Denis Gérault
- Décors : Michel Lagrange
- Costumes : Michèle Paldacci, Chantal Castelli
- Maquillages : Heidi Baumberger
- Photographie : Peter Chappell
- Son : Bernard Aubouy
- Montage : Juliana Sanchez
- Musique : Vladimir Cosma[1]
- Chanson : Corazon, interprétée par Carmen Pill
- Photographes de plateau : Pierre Collier, Thierry Roux
- Producteur : Patrick Deshayes
- Directeur de production : Laurent Truchot
- Sociétés de production : Les Films de la Liane (France), TSF (France), Arte France, Road Movies Dritte Produktionen Gmbh (Allemagne), Norddeutscher Rundfunk (Allemagne), Luna Films Production (Royaume-Uni)
- Sociétés de distribution : Cinéma Public Films (France), K-Films Amérique (Québec)
- Pays d’origine :  Allemagne,  France,  Royaume-Uni
- Langue de tournage : français
- Tournage extérieur : Camargue (Bouches-du-Rhône)
- Format : 35 mm — couleur par Eastmancolor — son monophonique
- Genre : drame
- Durée : 108 minutes
- Date de sortie :  25 septembre 1996
- (fr) Classifications CNC : tous publics, Art et Essai (visa d'exploitation no 85804 délivré le 28 mai 1996)

## Distribution
- Daniel San Pedro : Manuel
- Beppe Clerici : Roger
- Ludivine Vaillat : Mado
- Guy Belaidi : Mouloud
- Philippe Dormoy : Jean Mercier
- Laurence Ragon : Jacqueline Mercier
- Georges Neri : Fonse
- Dominique Noe : Rampal
- Mireille Vitti : Simone
- Élodie Bruno : Françoise
- Manuel Villaba : Antonio
- Aurélia Deshayes : Mado enfant

## Distinction

### Nomination
- Acteurs à l'écran 1997 : Daniel San Pedro nommé pour le Prix Michel-Simon.

## Autour du film
- Diffusion en avant-première sur Arte le 8 juillet 1996